# エポチロン

エポチロンA (R = H) および B (R = Me)

エポチロンC (R = H) および D (R = Me)

エポチロンE (R = H) および F (R = Me)

エポチロン（epothilone）は、ミクソバクテリア族の細菌から発見されたマクロライド化合物。1996年にエポチロンAの相対構造が決定された。腫瘍細胞に対する細胞毒性から抗がん剤として注目され、各方面で研究が行われている。
16員環マクロライド構造をとり、側鎖にチアゾール環を持つ。現在までにA～Fまでの誘導体が構造決定されている。

## 作用機序
その作用機序はパクリタキセルなどと同じく、微小管に結合して安定化させ、脱重合を阻害することで細胞の分裂を阻害するものである。ただし分子構造的にはパクリタキセルの多環縮合系と大きく異なっており、遥かに単純である。

## 全合成研究
エポチロンはその生理活性が注目を集め、多くの全合成研究が行われている。中でもK. C. ニコラウらは精力的な研究を行い、固相上でのエポチロンAの全合成、液相中でのエポチロンBの全合成を達成している。また各種誘導体が人工合成され、安定性の改善などが行われた。

## 臨床応用
エポチロンは抗がん剤として大きな実績のあるパクリタキセルと同じ作用機序であるため、臨床応用にも注目が集まった。エポチロン自身はやや体内で不安定であったため、生体内での作用は弱いものであったが、いくつかの誘導体では安定化に成功、成果を挙げている。中でもエポチロンBの環内酸素原子をNHに置き換えた形のイクサベピロン（Ixabepilone、商品名イグゼンプラ）は2007年にアメリカ食品医薬品局の認可を受け、乳癌治療薬として用いられている。